# Champeaux, Manche
Champeaux är en kommun i departementet Manche i regionen Normandie i norra Frankrike. Kommunen ligger i kantonen Sartilly som tillhör arrondissementet Avranches. År 2022 hade Champeaux 341 invånare.

## Befolkningsutveckling
Antalet invånare i kommunen Champeaux
| Referens: INSEE |